# Hans Weiler
Hans Weiler (Weyler), död 1656, var riksguardie, guldsmed och juvelerare.

## Biografi
Hans Weiler var son till Welam Weyler och gift med Brita Mårtensdotter (dotter till rådmannen Mårten Persson och Elin Larsdotter) samt bror till Mårten Weiler. De första källorna om Weiler anger att han var anställd som gravör vid hertig Johans myntverk i Söderköping 1617 och var häktad för dråp på en myntdräng. Han fick från 1621 tillstånd att fritt bruka sitt yrke i K. Maj:ts tjänst och var riksguardie 1624–1634 och kallades 1652 jubilerer samt assessor i Bergskollegium. Under åren 1627–1628 levererade han ett flertal konterfej som delvis var emaljerade och försedda med kedjor. Man har även tillskrivit honom några Kristinamedaljer som är präglade i början av 1630-talet. Weyler blev med tiden en välbärgad man och ägde ett flertal fastigheter.

### Familj
Weiler var gift med Brita Mårtensdotter. De fick tillsammans barnen Margareta Weiler (1625–1675) som var gift med postdirektören Johan von Beijer, Anna Weiler som var gift med Georg von Snoilsky, Helena Weiler(1631–1668) som var gift med borgmästaren Peter Claesson Prytz i Stockholm, Mårten Weiler (född 1633) och Sara Weiler (född 1635) som var gift med övertullinspektoren Hans Georg Metzger.